# Freedom's Road
Freedom's Road è il diciannovesimo album discografico in studio del cantante statunitense John Mellencamp, pubblicato nel 2007. 

## Tracce
1. Someday – 3:08
2. Ghost Towns Along the Highway – 4:40
3. The Americans – 5:11
4. Forgiveness – 4:30
5. Freedom's Road – 4:19
6. Jim Crow – 3:22 (feat. Joan Baez)
7. Our Country – 3:47
8. Rural Route – 3:08
9. My Aeroplane – 4:41
10. Heaven Is a Lonely Place – 4:32 + Rodeo Clown (traccia nascosta) – 4:25